# رود اوراچی
رود اوراچی (به لاتین: Urauchi River) یک رود در ژاپن است که ۱۸٫۸ کیلومتر طول دارد.